# 科欠河
科欠河，是中国长江流域的一条河流，汇入通天河，属于长江源水系。河长145千米，流域面积3562平方千米，年均流量9立方米每秒。自然落差1085米。水能理论蕴藏量2万千瓦。